# Basilica dei Santi Ulrico e Afra
La basilica dei Santi Ulrico e Afra è una parrocchia cattolica di Augusta, nella regione della Baviera, che ha avuto origine dal sepolcro romano di santa Afra, martirizzata nel 304. L'edificio rappresenta un alto esempio di architettura gotica in Germania; al suo interno sono custoditi tre giganteschi e preziosissimi altari tardo-rinascimentali ritenuti un capolavoro assoluto della scultura tedesca del periodo. Il suo alto campanile a "cipolla", che domina la città meridionale, servì come prototipo per la costruzione delle numerose torri barocche della Baviera.

## Storia

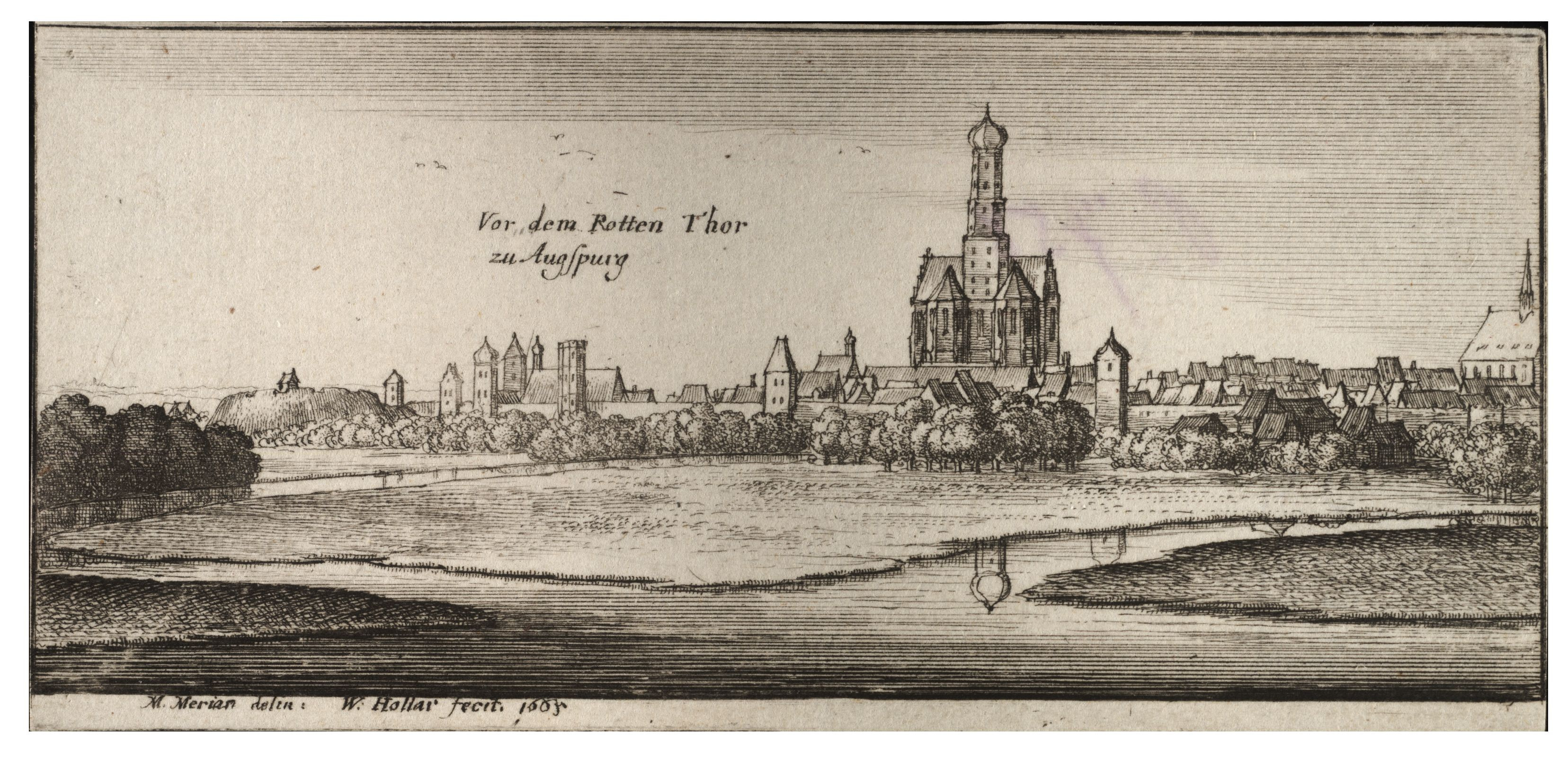
Antica veduta di Augusta con la basilica

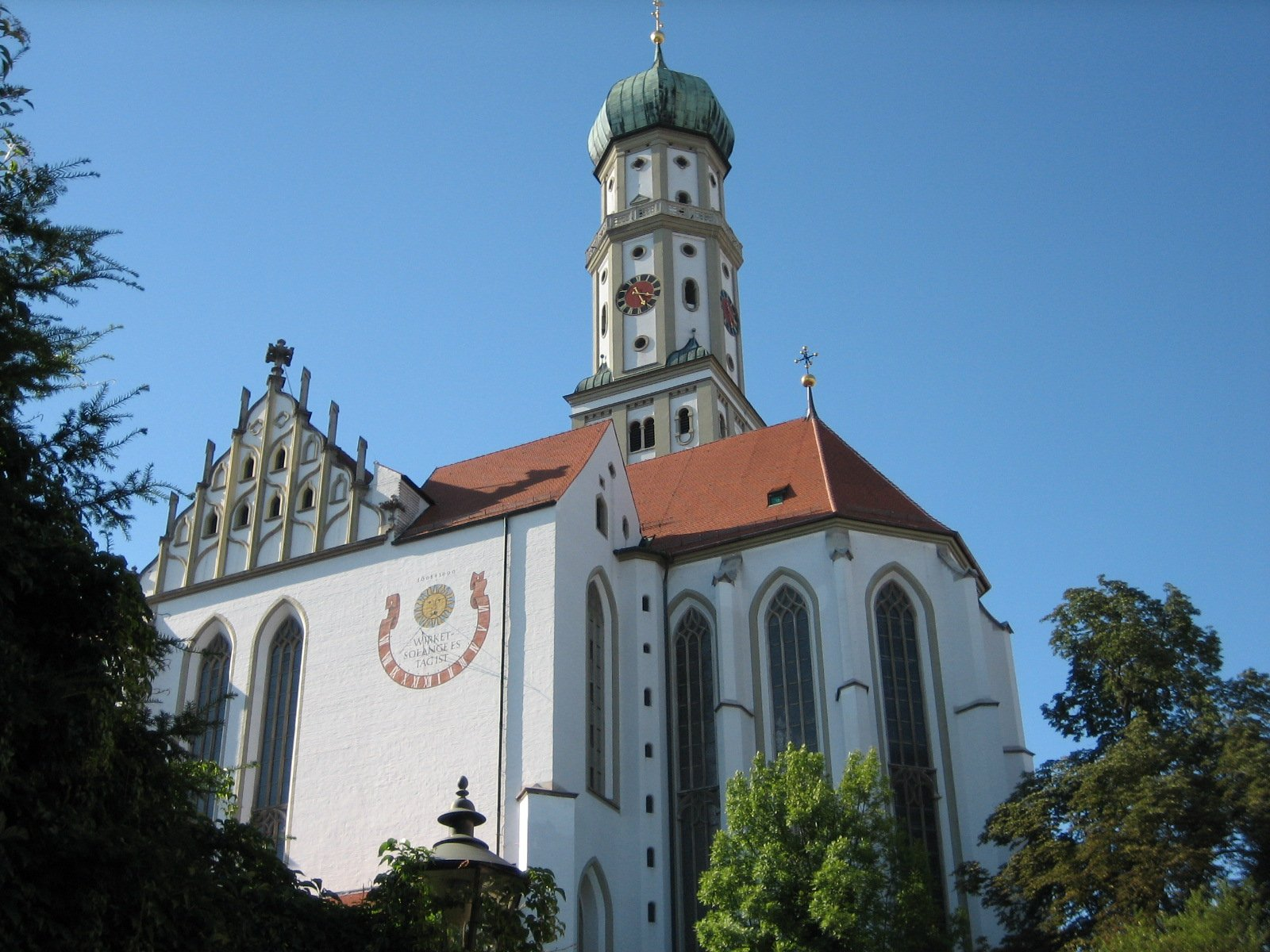
Veduta della basilica dalla Milchsberg

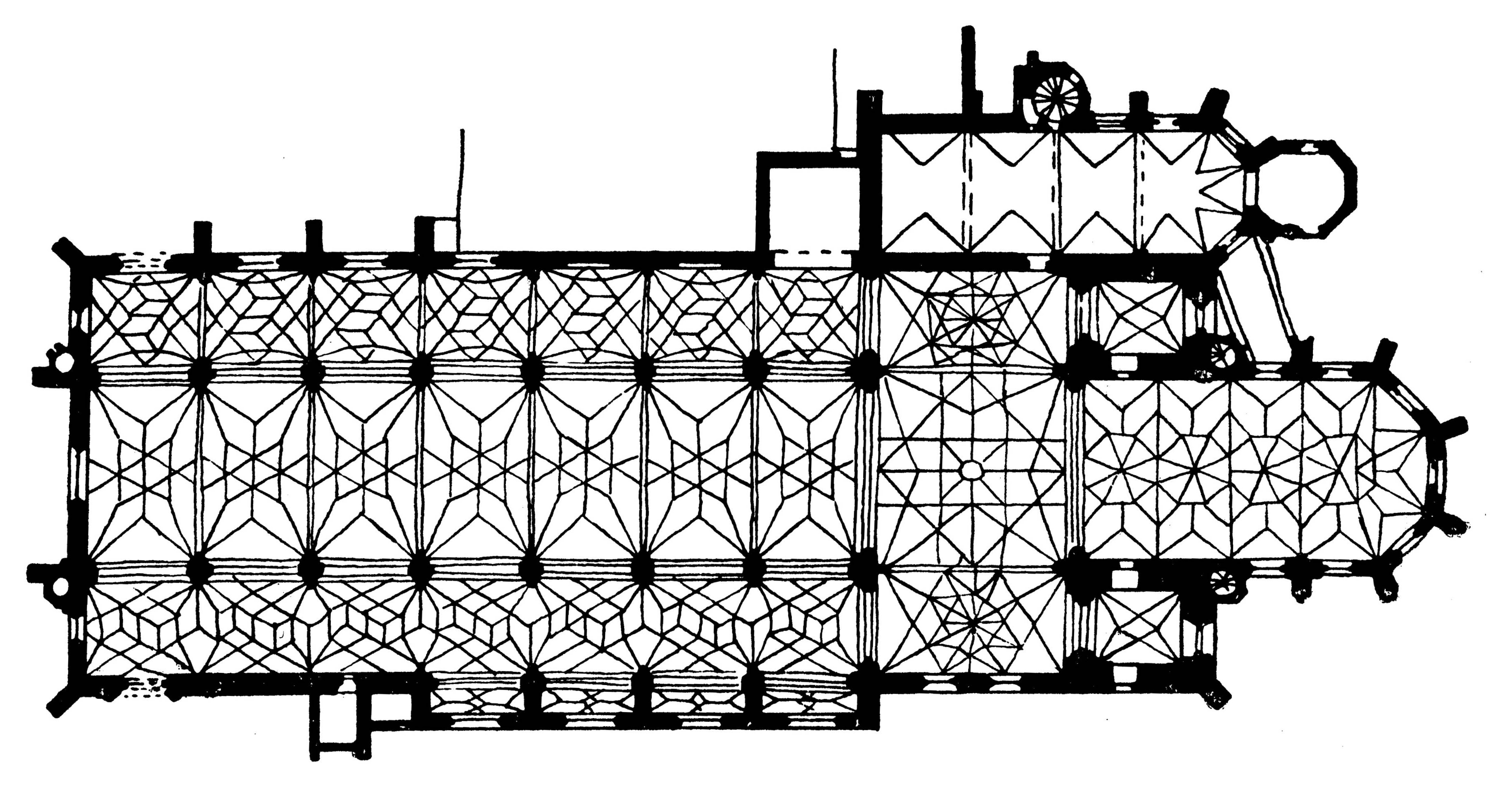
Pianta della basilica

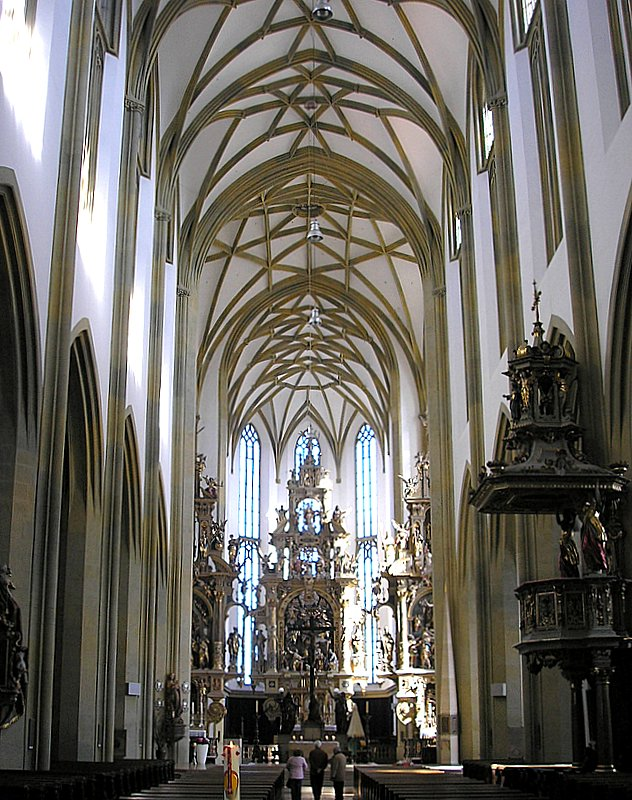
L'interno

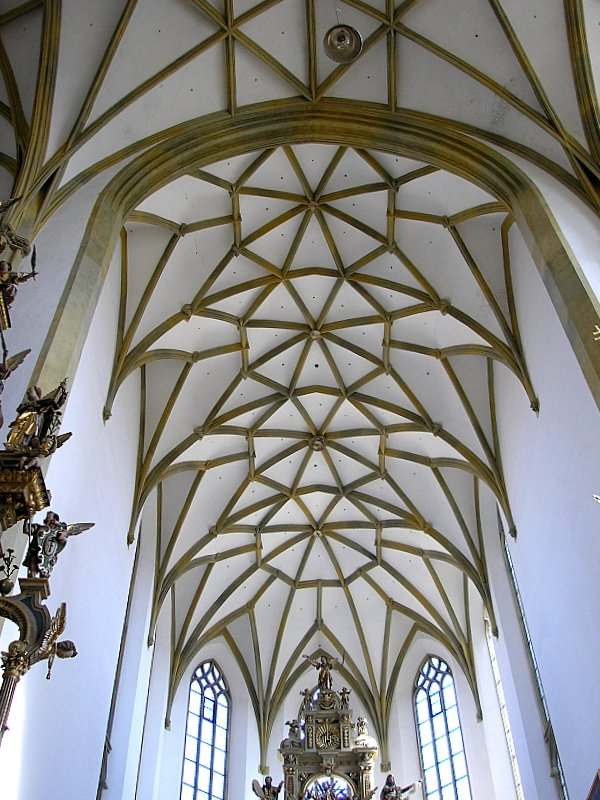
Le elaborate volte del coro

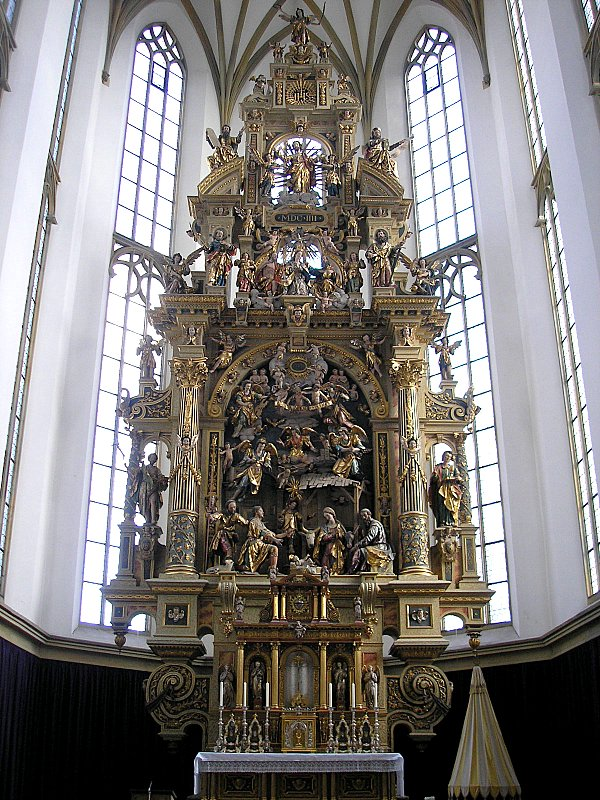
L'altar maggiore di Degler

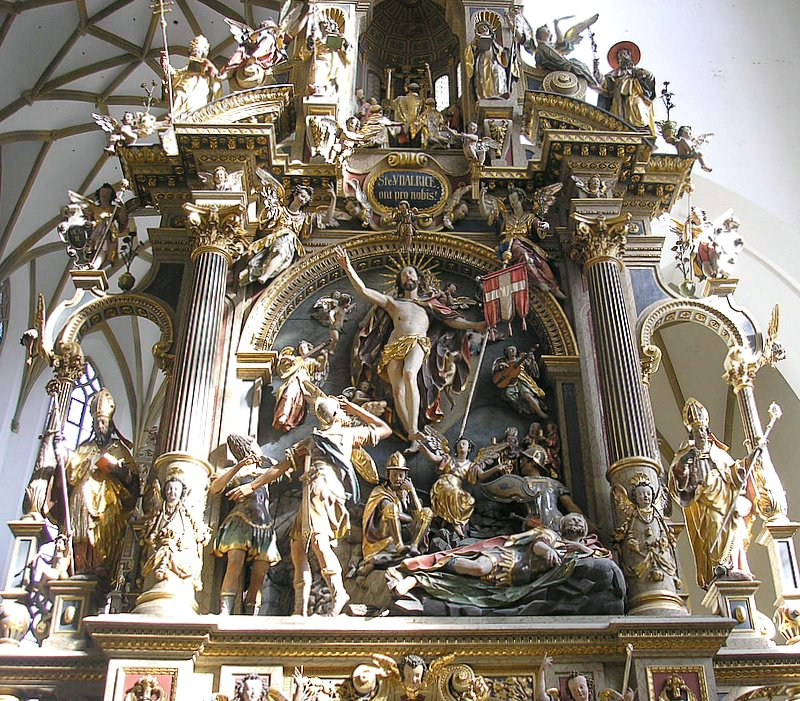
L'altare di Sant'Ulrico

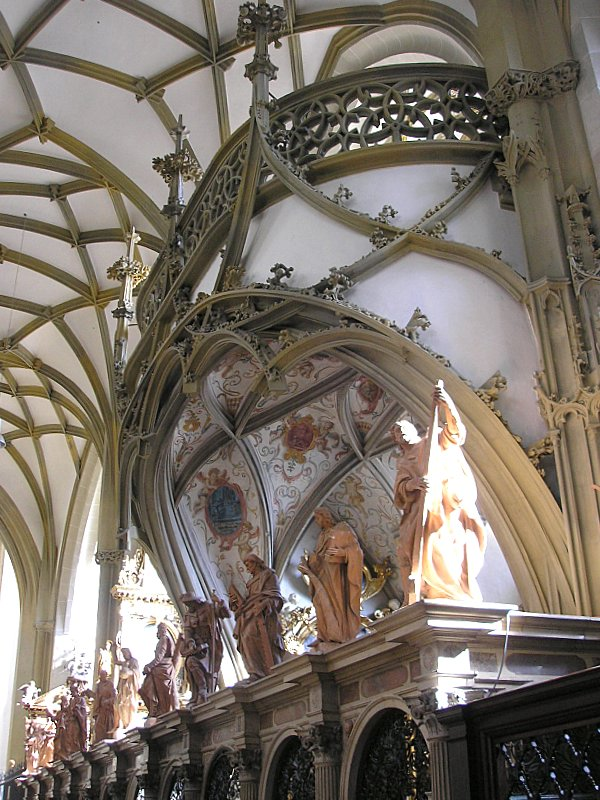
La cappella di San Simberto

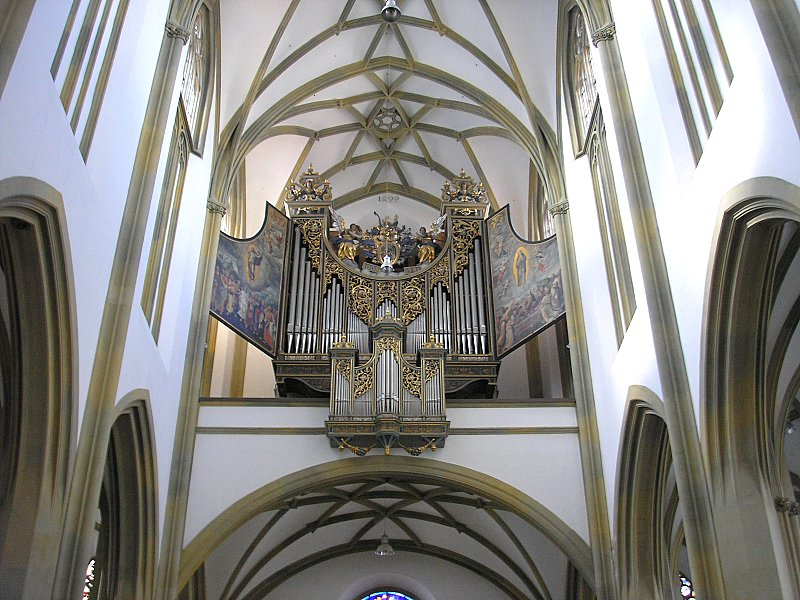
L'organo del 1608 dei fratelli Kager

### Gli edifici precedenti
Già dall'antichità il sito dove sorge l'attuale edificio era occupato da più luoghi di culto succedutosi l'un l'altro. Infatti il martirio di santa Afra, avvenuto nel 304, e la sua deposizione in un sepolcro romano in questo luogo, all'epoca fuori dalle mura cittadine, attirò sempre più numerosi pellegrini. Si provvide allora alla costruzione di una prima chiesa tardo-romana. Con le invasioni degli Unni del V secolo la città venne distrutta e con essa la chiesa di Sant'Afra. Nel VII secolo venne ricostituito il luogo di culto con una chiesa merovingia che intorno all'800 sarà sostituita da una carolingia, poi elevata a santuario dall'allora vescovo della città, sant'Ulrico. Quando il 4 luglio 973 il vescovo morì, venne sepolto nelle vicinanze, ove oggi sorge la piccola chiesa di Sant'Ulrico appunto. Venne santificato il 31 gennaio 993. 
Dal 1012, il santuario venne proclamato " monastero benedettino dei Santi Ulrico e Afra" e posto sotto il controllo della diocesi di Augusta. Fra il 1064 e il 1071 venne costruita una nuova, maggiore, chiesa in stile romanico. L'edificio altomedievale era a due navate a sala con abside orientale, circa un terzo inferiore della chiesa attuale. La navata sud era leggermente più larga di quella nord, e la larghezza totale era pari alla costruzione odierna.

### La chiesetta di Sant'Ulrico
Nel 1457 l'antica sacrestia della parrocchiale venne trasformata nella "cappella di Sant'Ulrico", dalla facciata a capanna e torricella che si sviluppa, in senso perpendicolare, direttamente dal fianco settentrionale. Dal 1710 verrà trasformata in "sala da Sermoni" e utilizzata dai protestanti come parrocchiale evangelica. Oggi, insieme alla basilica crea un effetto impressionante, immagine talmente nota di Augusta, da esserne divenuto un simbolo.

### La basilica attuale
La chiesa, divenuta col passare dei secoli, fatiscente, venne demolita nel 1466 per volere dell'allora abate Melchior von Stannheim. Nel 1467 si diede inizio a un nuovo, grandioso edificio in stile tardo-gotico costruito dall'architetto Valentin Kindlin di Strasburgo, su disegno di Hans von Hildesheim. Il cantiere iniziò dal piedicroce con la posa della struttura lignea di supporto, tuttavia l'impalcatura venne in parte rovinata da una tempesta nel 1474. L'anno successivo, riparati i danni alla struttura portante, si inizio a posare i primi mattoni, nel 1489 si completò la volta della navata nord e nel 1499 tutta la chiesa era voltata. Il Re dei Romani e futuro imperatore del Sacro Romano Impero, Massimiliano I commissionò la costruzione del coro all'"architetto di città" Burkhard Engelberg, già noto per aver impostato i lavori alla grandiosa torre del duomo di Ulma. Nel 1537 si giunse a una sospensione temporanea dei lavori di costruzione a causa dei conflitti religiosi del XVI secolo. Lo splendido progetto del coro venne così terminato solo nel 1603/04, 1300º anniversario di santa Afra. Nel 1594 venne eretta la snella torre, detta Afraturm, dalla caratteristica copertura a bulbo, che servirà da modello per le successive torri barocche della Baviera. Tuttavia il progetto originale prevedeva anche la realizzazione di una torre gemella nel lato sud del coro, mai eseguita per mancanza di fondi.
Nel 1577 (ufficialmente) e dal 1643/44 (praticamente) la chiesa, denominata all'epoca abbazia benedettina dei Santi Ulrico e Afra venne elevata al rango di abbazia imperiale. 
Il 18 ottobre 1777 vi tenne un concerto organistico Wolfgang Amadeus Mozart.
Il 4 maggio 1782, il papa Pio VI celebra la messa nella basilica.Secolarizzata nel 1802, andò in possesso dello Stato bavarese. Nel 1810 la chiesa venne elevata a parrocchiale e dal 4 luglio 1937, dichiarata da papa Pio XI, basilica minore. e il 4 maggio 1987 papa Giovanni Paolo II viene in visita alla chiesa.
Durante la seconda guerra mondiale i bombardamenti del 1944-1945 danneggiano la cupola della torre e la vetrata sottostante. Lavori di ricostruzione e ristrutturazione furono avviati dal 1946 al 1950. La chiesa inferiore con gli spazi della cripta dei Santi è stata restaurata nel 1962, e nel 1988 venne riportato il colore originale a tutto lo spazio interno della Basilica.

## Architettura

### Esterno
La basilica è un imponente edificio costruito in laterizi, con transetto e coro allungato verso est. Le parti più antiche, i portali, i contrafforti e i decori sono stati tutti realizzati in pietra di Haustein, e spiccano dall'intonacatura bianca di cui l'edificio è interamente rivestito. La semplice monumentalità della chiesa è arricchita da polifore e due frontoni alle testate dei transetti, con una decorazione composta da archi intrecciati e pinnacoli. A nord del coro è la cappella della Madonna (inferiore sacrestia), quasi a creare un doppio-coro. La vista che si ha sul coro dalla sottostante Milchberg, viene annoverato tra le immagini più impressionanti dell'architettura medievale in Germania, dove gli stretti e alti finestroni, serrati fra quadrangolari contrafforti, danno un senso di spiccata verticalità all'edificio. Il disegno delle vetrate, con semplici trafori presenti solo alle estremità in alto, sembrano annunciare già un certo gusto rinascimentale. Nel lato settentrionale del coro sorge la torre, detta Afraturm, alta 93 m e iniziata nel 1594. Si presenta a più piani rastremati e coronata dalla caratteristica cupola a cipolla, in rame, ottagonale. Il modulo dettato dalle aperture ovali e oculari, in netto contrasto con la austerità dell'edificio, è una peculiarità del periodo barocco. Il progetto per la realizzazione di una torre gemella nel lato sud del coro non fu mai eseguito per mancanza di fondi.
La facciata, sul lato occidentale, si presenta alquanto sobria. Un portale romanico murato, forse perché incompiuto, è posto alla base. Sopra è una ricca polifora gotica, precedentemente murata anch'essa, venne aperta solo nel 1873. In alto domina il frontone tardo-gotico.

### Interno
Il vasto e luminoso interno, è diviso in tre navate da pilastri ottagonali reggenti archi acuti. A causa degli alti tetti esterni delle navate laterali, le polifore della navata centrale risultano alquanto corte, infatti sono aperte con finestre solo nell'estremità in alto, creando indirettamente delle immense pareti di interspazio fra queste ultime e le arcate ogivali alla base della navata centrale. Dette pareti vennero decorate con un raccordo a trafori gotici atto a illudere la continuazione delle finestre superiori fino alle arcate base della navata.
Tutto l'interno è coperto da possenti volte divise in complicati spazi secondo l'incrocio dei costoloni. Assumono così una complessa struttura diversa in ogni parte della chiesa, con effetto decorativo sempre in crescendo man mano che ci si avvicina la coro. Nella navata centrale si presentano con un disegno "a stella", nelle navate laterali assumono un aspetto "a rete", nella crociera e nel transetto ridivengono stellari, ma più complesse, e infine nel coro le volte sono a stella con parte centrale reticolata.
Particolarmente suggestivo è l'effetto costituito nella navata laterale sud, con il raccordo eseguito fra la volta della navata stessa e il baldacchino tardo-gotico aggiunto nel 1479 all'annessa cappella di San Simberto (Simpertuskapelle). Sotto al baldacchino, chiude la cappella un recinto di arcate e colonne del 1496 reggenti statue in terracotta di Cristo e gli Apostoli, eseguite dal fiorentino Carlo Pallago nel 1582.

## I preziosi arredi
Ricchissimo e molto pregevole è l'arredo interno della basilica:
- Organo di Sant'Ulrico. Nella controfacciata è posta la grande mostra d'organo dei fratelli Mair e Johann Matthias Kager, del 1606-08, con le porte dipinte con le Apparizioni di Gesù e Maria
- Pulpito in rovere del 1608 su disegno di Hans Krumpers, rapportato allo stile dei grandi altari di Deglers. Due colonne corinzie reggono l'ambone poligonale e il baldacchino è sostenuto da due angeli. In alto è Gesù bambino circondato da putti.
- Via Crucis. Nelle navate laterali sono spettacolari stazioni della Via Crucis, dipinte a olio nel 1788 da Januarius Zick.
- Confessionali. I pregevoli mobili, si presentano come un articolato bosco di querce superbamente scolpito.
- Grande cancellata. Sotto la cantoria, chiude la navata maggiore una sublime cancellata in ferro battuto ad arcate illusionistiche, forgiata nel 1712 da Ehrgott Bernhard Bendel.

### Gli altari di Johannes Degler
Nel primo XVII secolo furono commissionati importanti arredi liturgici al grande maestro-intagliatore Johannes Degler il Vecchio da Weilheim. Degler tra il 1604 e il 1607 realizzerà i tre giganteschi e scenografici altari maggiori della basilica, visti come un "primo esempio di reinterpretazione di un interno della chiesa tardo-medievale nello spirito della Controriforma " è una delle più grandi mostre del Rinascimento tedesco meridionale anche se già rivelano numerose tendenze del primo barocco. I temi degli altari furono scelti fra le tre feste più importanti della cristianità: la Pentecoste, la Nascita di Gesù e la Risurrezione di Gesù.
- L'altare maggiore, della Natività, è una struttura lignea di cinque piani che porta numerosi gruppi di sculture intagliate e dipinte. Nella parte centrale è rappresentata la nascita di Cristo sotto forma di un presepe. Nel piano superiore si trova l'Incoronazione della Vergine, ai lati i Santi Pietro e Paolo.

I due grandi altari laterali, posti ai lati dell'apertura del coro, creano un insieme continuativo e scenografico con quello dell'altare maggiore, tanto che ne riprendono anche le forme. Gli altari laterali sono costituiti da quattro piani (uno in meno rispetto all'altare maggiore) e sono posti su un piedistallo marmoreo cinto da balaustre, realizzato nel 1712.
- L'altare sinistro (nord) è dedicato a sant'Afra. Al centro è raffigurato il tema della Pentecoste, ai lati i santi Rocco e Sebastiano, nel livello superiore Il martirio di sant'Afra al rogo e nell'ultimo piano Madonna in Trono come regina dei martiri. Nella predella si trova la Negazione del culto degli idoli, supplemento aggiunto da Johann Evangelist Stiefenhöfer nel 1873.
- L'altare destro (sud) è dedicato, invece, a sant'Ulrico. Al centro mostra la Resurrezione di Cristo, ai lati i Santi Ambrogio e Agostino, nel livello superiore Sant'Ulrico. Nella predella, Santi con Angeli e Diaconi.

## Misure e dimensioni
| Lunghezza interna: 93,50 m               |
| Altezza delle volte: 30 m                |
| Larghezza della navata centrale: 27,50 m |
| Altezza della "Afraturm": 94 m           |